# Wereldkampioenschappen wielrennen 1957
De wereldkampioenschappen wielrennen op de weg van 1957 werden gehouden in Waregem op zaterdag 17 augustus voor de amateurs en op zondag 18 augustus 1957 voor de beroepsrenners.
De wedstrijd voor de beroepsrenners was 285,6 kilometer lang, verdeeld over 12 ronden. 70 renners namen deel. Rik Van Steenbergen werd, in aanwezigheid van koning Boudewijn, voor de derde maal wereldkampioen. Hij was de snelste van een kopgroep van zes man, die een kleine voorsprong op het peloton had. De twee vorige wereldtitels van Van Steenbergen dateerden uit 1949 en 1956, telkens in Kopenhagen. Er eindigden zes Belgische renners in de eerste tien.
Bij de amateurs, die 190,4 kilometer moesten rijden, ging de titel naar de 22-jarige Belg Louis Proost. Hij haalde in de laatste kilometers de Italiaan Arnaldo Pambianco in, die 30 kilometer lang alleen op kop had gereden. De Nederlander Schalk Verhoef werd derde.

## Uitslagen

### Beroepsrenners
| Plaats | Renner              | Land      | Tijd     |
| ------ | ------------------- | --------- | -------- |
| 1      | Rik Van Steenbergen | België    | 7u43'10" |
| 2      | Louison Bobet       | Frankrijk | z.t.     |
| 3      | André Darrigade     | Frankrijk | z.t.     |
| 4      | Rik Van Looy        | België    | z.t.     |
| 5      | Fred De Bruyne      | België    | z.t.     |
| 6      | Jacques Anquetil    | Frankrijk | z.t.     |
| 7      | Leon Van Daele      | België    | +12"     |
| 8      | Germain Derycke     | België    | z.t.     |
| 9      | Julien Schepens     | België    | z.t.     |
| 10     | Marcel Ernzer       | Luxemburg | z.t.     |

### Amateurs
| Plaats | Renner            | Land      | Tijd     |
| ------ | ----------------- | --------- | -------- |
| 1      | Louis Proost      | België    | 5u05'05" |
| 2      | Arnaldo Pambianco | Italië    |          |
| 3      | Schalk Verhoef    | Nederland |          |

1921 · 
1922 · 
1923 · 
1924 · 
1925 · 
1926 · 
1927 · 
1928 · 
1929 · 
1930 · 
1931 · 
1932 · 
1933 · 
1934 · 
1935 · 
1936 · 
1937 · 
1938 · 
1946 · 
1947 · 
1948 · 
1949 · 
1950 · 
1951 · 
1952 · 
1953 · 
1954 · 
1955 · 
1956 · 
1957 · 
1958 · 
1959 · 
1960 · 
1961 · 
1962 · 
1963 · 
1964 · 
1965 · 
1966 · 
1967 · 
1968 · 
1969 · 
1970 · 
1971 · 
1972 · 
1973 · 
1974 · 
1975 · 
1976 · 
1977 · 
1978 · 
1979 · 
1980 · 
1981 · 
1982 · 
1983 · 
1984 · 
1985 · 
1986 · 
1987 · 
1988 · 
1989 · 
1990 · 
1991 · 
1992 · 
1993 · 
1994 · 
1995 · 
1996 · 
1997 · 
1998 · 
1999 · 
2000 · 
2001 · 
2002 · 
2003 · 
2004 · 
2005 · 
2006 · 
2007 · 
2008 · 
2009 ·
2010 · 
2011 · 
2012 · 
2013 · 
2014 · 
2015 · 
2016 · 
2017 · 
2018 · 
2019 · 
2020 ·
2021 ·
2022 ·
2023 ·
2024 ·
2025 ·
2026